# Klubowe Mistrzostwa Świata w piłce siatkowej mężczyzn 2014
Klubowe Mistrzostwa Świata w piłce siatkowej mężczyzn 2014 (oficjalna nazwa 2014 FIVB Men’s Volleyball Club World Championship) – 10. turniej o tytuł klubowego mistrza świata, który odbył się w dniach 5-10 maja 2014 roku w Brazylii w Belo Horizonte.

## System rozgrywek
Turniej składał się z dwóch rund, w trakcie których rozegrano 16 meczów.
W fazie grupowej stworzono dwie grupy (A i B). W każdej znalazły się po 4 zespoły. Rywalizacja w każdej grupie odbywała się systemem kołowym. Do fazy pucharowej awansowały po dwie najlepsze drużyny z każdej z grup. Zespoły z miejsc 3-4 zostały sklasyfikowane w tabeli końcowej turnieju na 5. miejscu.
W fazie finałowej odbyły się półfinały, mecz o 3. miejsce i finał. Pary półfinałowe zostały stworzone według wzoru:
A1 – B2
A2 – B1.
Przegrani półfinałów zagrali o 3. miejsce, natomiast wygrani zmierzyli się w finale. Zwycięzca meczu finałowego został klubowym mistrzem świata.

## Drużyny uczestniczące
| Drużyna                     | Sposób awansu                                          |
| --------------------------- | ------------------------------------------------------ |
| Sada Cruzeiro Vôlei         | Gospodarz oraz Klubowe Mistrzostwo Ameryki Południowej |
| Matin Varamin               | Klubowe Mistrzostwo Azji                               |
| Biełogorje Biełgorod        | Zwycięstwo w Lidze Mistrzów                            |
| Al-Rayyan                   | dzika karta                                            |
| Diatec Trentino             | dzika karta                                            |
| Espérance Sportive de Tunis | Klubowe Mistrzostwo Afryki                             |
| Mets de Guaynabo            | reprezentant NORCECA                                   |
| UPCN Vóley Club             | finalista Klubowych Mistrzostw Ameryki Południowej     |

## Rozgrywki

### Faza grupowa

#### Grupa A
Tabela
| Lp. | Drużyna              | Pkt | Mecze | Mecze   | Mecze   | Sety | Sety | Sety  | Małe punkty | Małe punkty | Małe punkty |
| Lp. | Drużyna              | Pkt | M     | W (3:2) | P (2:3) | wyg. | prz. | ratio | zdob.       | str.        | ratio       |
| --- | -------------------- | --- | ----- | ------- | ------- | ---- | ---- | ----- | ----------- | ----------- | ----------- |
| 1   | Biełogorje Biełgorod | 9   | 3     | 3 (0)   | 0 (0)   | 9    | 3    | 3.000 | 299         | 259         | 1.154       |
| 2   | Sada Cruzeiro        | 6   | 3     | 2 (0)   | 1 (0)   | 7    | 3    | 2.333 | 244         | 215         | 1.135       |
| 3   | Matin Varamin        | 3   | 3     | 1 (0)   | 2 (0)   | 4    | 6    | 0.667 | 219         | 228         | 0.961       |
| 4   | Mets de Guaynabo     | 0   | 3     | 0 (0)   | 3 (0)   | 1    | 9    | 0.111 | 187         | 247         | 0.757       |

Źródło: 
Punktacja: 3:0 i 3:1 – 3 pkt; 3:2 – 2 pkt; 2:3 – 1 pkt; 1:3 i 0:3 – 0 pkt
Zasady ustalania kolejności: 1. liczba punktów, 2. liczba zwycięstw, 3. stosunek setów, 4. stosunek małych punktów, 5. bilans w bezpośrednich meczach
Legenda:   awans do półfinału
Wyniki
| Data  | Godz. | Drużyna 1            | Wynik | Drużyna 2            | 1     | 2     | 3     | 4     | 5 | Widzów | *  |
| ----- | ----- | -------------------- | ----- | -------------------- | ----- | ----- | ----- | ----- | - | ------ | -- |
| 05.05 | 20:00 | Sada Cruzeiro        | 3:0   | Mets de Guaynabo     | 25:18 | 25:15 | 25:19 |       |   |        | 3  |
| 06.05 | 17:00 | Biełogorje Biełgorod | 3:1   | Mets de Guaynabo     | 25:17 | 25:19 | 22:25 | 25:19 |   |        | 5  |
| 06.05 | 20:00 | Sada Cruzeiro        | 3:0   | Matin Varamin        | 25:22 | 25:16 | 25:21 |       |   |        | 6  |
| 07.05 | 17:10 | Matin Varamin        | 3:0   | Mets de Guaynabo     | 25:18 | 25:19 | 25:18 |       |   |        | 8  |
| 07.05 | 20:00 | Sada Cruzeiro        | 1:3   | Biełogorje Biełgorod | 20:25 | 18:25 | 25:21 | 31:33 |   |        | 9  |
| 08.05 | 20:00 | Biełogorje Biełgorod | 3:1   | Matin Varamin        | 25:21 | 25:15 | 26:24 |       |   |        | 12 |

#### Grupa B
Tabela
| Lp. | Drużyna             | Pkt | Mecze | Mecze   | Mecze   | Sety | Sety | Sety  | Małe punkty | Małe punkty | Małe punkty |
| Lp. | Drużyna             | Pkt | M     | W (3:2) | P (2:3) | wyg. | prz. | ratio | zdob.       | str.        | ratio       |
| --- | ------------------- | --- | ----- | ------- | ------- | ---- | ---- | ----- | ----------- | ----------- | ----------- |
| 1   | Ar-Rajjan           | 7   | 3     | 2 (0)   | 1 (1)   | 8    | 3    | 2.667 | 254         | 233         | 1.090       |
| 2   | UPCN San Juan Vóley | 6   | 3     | 2 (1)   | 1 (1)   | 8    | 5    | 1.600 | 297         | 284         | 1.046       |
| 3   | Diatec Trentino     | 5   | 3     | 2 (1)   | 1 (0)   | 6    | 5    | 1.200 | 266         | 247         | 1.077       |
| 4   | Espérance de Tunis  | 0   | 3     | 0 (0)   | 3 (0)   | 0    | 9    | 0.000 | 177         | 230         | 0.770       |

Źródło: 
Punktacja: 3:0 i 3:1 – 3 pkt; 3:2 – 2 pkt; 2:3 – 1 pkt; 1:3 i 0:3 – 0 pkt
Zasady ustalania kolejności: 1. liczba punktów, 2. liczba zwycięstw, 3. stosunek setów, 4. stosunek małych punktów, 5. bilans w bezpośrednich meczach
Legenda:   awans do półfinału
Wyniki
| Data  | Godz. | Drużyna 1           | Wynik | Drużyna 2           | 1     | 2     | 3     | 4     | 5     | Widzów | *  |
| ----- | ----- | ------------------- | ----- | ------------------- | ----- | ----- | ----- | ----- | ----- | ------ | -- |
| 05.05 | 14:00 | UPCN San Juan Vóley | 3:0   | Espérance de Tunis  | 25:18 | 25:18 | 27:25 |       |       |        | 1  |
| 05.05 | 17:00 | Diatec Trentino     | 0:3   | Ar-Rajjan           | 22:25 | 24:26 | 22:25 |       |       |        | 2  |
| 06.05 | 14:00 | Ar-Rajjan           | 3:0   | Espérance de Tunis  | 28:26 | 25:18 | 25:21 |       |       |        | 4  |
| 07.05 | 14:00 | Diatec Trentino     | 3:2   | UPCN San Juan Vóley | 23:25 | 25:23 | 38:36 | 22:25 | 15:11 |        | 7  |
| 08.05 | 14:00 | UPCN San Juan Vóley | 3:2   | Ar-Rajjan           | 25:19 | 25:20 | 17:25 | 18:25 | 15:11 |        | 10 |
| 08.05 | 17:00 | Diatec Trentino     | 3:0   | Espérance de Tunis  | 25:16 | 25:19 | 25:16 |       |       |        | 11 |

### Faza finałowa

#### Drabinka
|  |                      |                      |           |                   |   |                      |                      |       |
|  | Półfinały            | Półfinały            | Półfinały |                   |   | Finał                | Finał                | Finał |
|  | Półfinały            | Półfinały            | Półfinały |                   |   | Finał                | Finał                | Finał |
|  |                      |                      |           |                   |   |                      |                      |       |
|  |                      |                      |           |                   |   |                      |                      |       |
|  | Biełogorje Biełgorod | Biełogorje Biełgorod | 3         |                   |   |                      |                      |       |
|  | Biełogorje Biełgorod | Biełogorje Biełgorod | 3         |                   |   |                      |                      |       |
|  | UPCN Vóley Club      | UPCN Vóley Club      | 1         |                   |   |                      |                      |       |
|  | UPCN Vóley Club      | UPCN Vóley Club      | 1         |                   |   | Biełogorje Biełgorod | Biełogorje Biełgorod | 3     |
|  |                      |                      |           |                   |   | Biełogorje Biełgorod | Biełogorje Biełgorod | 3     |
|  |                      |                      | Al-Rayyan | Al-Rayyan         | 1 |                      |                      |       |
|  | Ar-Rajjan            | Ar-Rajjan            | Al-Rayyan | Al-Rayyan         | 1 | 3                    |                      |       |
|  | Ar-Rajjan            | Ar-Rajjan            |           |                   |   |                      |                      |       |
|  | Sada Cruzeiro        | Sada Cruzeiro        | 1         |                   |   |                      |                      |       |
|  | Sada Cruzeiro        | Sada Cruzeiro        | 1         | Mecz o 3. miejsce |   |                      |                      |       |
|  |                      |                      |           |                   |   |                      |                      |       |
|  |                      |                      |           |                   |   |                      |                      |       |
|  |                      |                      |           |                   |   |                      |                      |       |
|  | UPCN Vóley Club      | UPCN Vóley Club      | 3         |                   |   |                      |                      |       |
|  | UPCN Vóley Club      | UPCN Vóley Club      | 3         |                   |   |                      |                      |       |
|  | Sada Cruzeiro Vôlei  | Sada Cruzeiro Vôlei  | 2         |                   |   |                      |                      |       |
|  | Sada Cruzeiro Vôlei  | Sada Cruzeiro Vôlei  | 2         |                   |   |                      |                      |       |

#### Półfinały
| Data  | Godz. | Drużyna 1            | Wynik | Drużyna 2           | 1     | 2     | 3     | 4     | 5 | Widzów | *  |
| ----- | ----- | -------------------- | ----- | ------------------- | ----- | ----- | ----- | ----- | - | ------ | -- |
| 09.05 | 17:30 | Biełogorje Biełgorod | 3:1   | UPCN San Juan Vóley | 19:25 | 25:14 | 25:21 | 25:20 |   |        | 13 |
| 09.05 | 20:30 | Ar-Rajjan            | 3:1   | Sada Cruzeiro       | 21:25 | 25:18 | 25:21 | 25:18 |   |        | 14 |

#### Mecz o 3. miejsce
| Data  | Godz. | Drużyna 1           | Wynik | Drużyna 2     | 1     | 2     | 3     | 4     | 5     | Widzów | *  |
| ----- | ----- | ------------------- | ----- | ------------- | ----- | ----- | ----- | ----- | ----- | ------ | -- |
| 10.05 | 16:30 | UPCN San Juan Vóley | 3:2   | Sada Cruzeiro | 25:17 | 31:29 | 23:25 | 16:25 | 15:13 |        | 15 |

#### Finał
| Data  | Godz. | Drużyna 1            | Wynik | Drużyna 2 | 1     | 2     | 3     | 4     | 5 | Widzów | *  |
| ----- | ----- | -------------------- | ----- | --------- | ----- | ----- | ----- | ----- | - | ------ | -- |
| 10.05 | 19:00 | Biełogorje Biełgorod | 3:1   | Ar-Rajjan | 16:25 | 25:21 | 25:21 | 25:15 |   |        | 16 |

## Klasyfikacja końcowa
| Miejsce | Drużyna              |
| ------- | -------------------- |
| złoto   | Biełogorje Biełgorod |
| srebro  | Al-Rayyan            |
| brąz    | UPCN Vóley Club      |
| 4.      | Sada Cruzeiro Vôlei  |
| 5.      | Matin Varamin        |
| 5.      | Trentino Diatec      |
| 7.      | Espérance de Tunis   |
| 7.      | Mets de Guaynabo     |